# 7/27
7/27은 그룹 피프스 하모니의 두번째 정규 앨범이다. 2016년 5월 20일, 사이코 뮤직과 에픽 레코드를 통해 발매됐다.